# Torneo de las Cinco Naciones 1989
El Torneo de las Cinco Naciones de 1989 fue la 95° edición del principal Torneo del hemisferio norte de rugby.
Esta edición del torneo fue ganada por Francia.

## Clasificación
| Lugar | Selección  | Partidos | Partidos | Partidos  | Partidos | Puntos  | Puntos    | Puntos | Tabla de puntos |
| Lugar | Selección  | Jugados  | Ganados  | Empatados | Perdidos | A favor | En contra | dif.   | Tabla de puntos |
| ----- | ---------- | -------- | -------- | --------- | -------- | ------- | --------- | ------ | --------------- |
| 1     | Francia    | 4        | 3        | 0         | 1        | 76      | 47        | +29    | 6               |
| 2     | Inglaterra | 4        | 2        | 1         | 1        | 48      | 27        | +21    | 5               |
| 3     | Escocia    | 4        | 2        | 1         | 1        | 75      | 59        | +16    | 5               |
| 4     | Irlanda    | 4        | 1        | 0         | 3        | 64      | 92        | −28    | 2               |
| 5     | Gales      | 4        | 1        | 0         | 3        | 44      | 82        | −38    | 2               |

## Resultados
| 21 de enero | Irlanda | 21 - 26 | Francia | Lansdowne Road, Dublín |  |

| 21 de enero | Escocia | 23 - 7 | Gales | Estadio Murrayfield, Edimburgo |  |

| 4 de febrero | Inglaterra | 12 - 12 | Escocia | Twickenham Stadium, Londres |  |

| 4 de febrero | Gales | 13 - 19 | Irlanda | Cardiff Arms Park, Cardiff |  |

| 18 de febrero | Francia | 31 - 22 | Gales | Parc des Princes, París |  |

| 18 de febrero | Irlanda | 3 - 16 | Inglaterra | Lansdowne Road, Dublín |  |

| 4 de marzo | Inglaterra | 11 - 0 | Francia | Twickenham Stadium, Londres |  |

| 4 de marzo | Escocia | 37 - 21 | Irlanda | Estadio Murrayfield, Edimburgo |  |

| 18 de marzo | Francia | 19 - 3 | Escocia | Parc des Princes, París |  |

| 18 de marzo | Gales | 12 - 9 | Inglaterra | Cardiff Arms Park, Cardiff |  |

## Premios especiales
- Copa Calcuta:  Inglaterra
- Millennium Trophy:  Inglaterra
- Centenary Quaich:  Escocia